# Ministerio del Poder Popular para Transporte y Comunicaciones
El Ministerio del Poder Popular para Transporte y Comunicaciones (MTC) fue un ministerio de Venezuela de breve duración. Tenía su sede en el Torre MTC en el Municipio Chacao, Caracas, Estado Miranda. Anteriormente, durante la cuarta república, también existía un ente para ésta cartera llamado Ministerio de Transporte y Comunicaciones, a partir del gobierno de Luis Herrera Campins, o, anteriormente, Ministerio de Obras Públicas, que luego fue renombrado como Ministerio de infraestructura en el gobierno de Hugo Chávez, y finalmente llamado Ministerio del Poder Popular para Transporte y Comunicaciones.
En junio de 2010 el presidente Hugo Chávez dividió el Ministerio del Poder Popular para las Obras Públicas y Vivienda y creó el Ministerio del Poder Popular para Vivienda y Hábitat y el Ministerio del Poder Popular para Transporte y Comunicaciones, nombrando en este último como ministro al Francisco José Garcés Da Silva. En noviembre de 2011, dividió este último, alegando que se había convertido en un "ministerio monstruo", y creó el Ministerio del Poder Popular para el Transporte Terrestre y el Ministerio del Poder Popular para Transporte Acuático y Aéreo.

## Órganos y entes adscritos al ministerio
- Conviasa

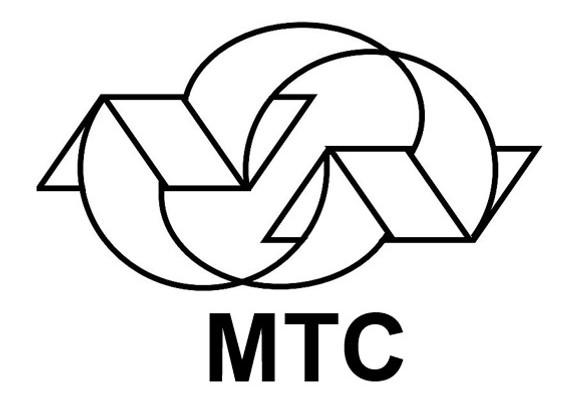
LOGO DEL MINISTERIO DE TRANSPORTE Y COMUNICACIONES

- Junta Investigadora de Accidentes de Aviación Civil
- Sistema Ferroviario Nacional
- Metro de Caracas

## Ministros
| Ministros de Transporte y Comunicaciones de Venezuela |                                                      |             |                         |
| Orden                                                 | Nombre                                               | Período     | Presidente              |
| 1                                                     | José Cecilio Castro                                  | 1887 - 1888 | Hermógenes López        |
| 1                                                     | Víctor Rodríguez                                     | 1899        | Cipriano Castro         |
| 2                                                     | Juan Otáñez Maucó                                    | 1899 - 1902 | Cipriano Castro         |
| 3                                                     | Rafael María Carabaño                                | 1902 - 1903 | Cipriano Castro         |
| 4                                                     | Ricardo Castillo Chapellín                           | 1903        | Cipriano Castro         |
| 5                                                     | Alejandro Rivas Vásquez                              | 1903 - 1904 | Cipriano Castro         |
| 6                                                     | Ricardo Castillo Chapellín                           | 1904 - 1906 | Cipriano Castro         |
| 7                                                     | Luis Mata Illas                                      | 1906        | Cipriano Castro         |
| 8                                                     | Juan Casanova                                        | 1906 - 1908 | Cipriano Castro         |
| 1                                                     | Antonio Díaz                                         | 1935 - 1936 | Eleazar López Contreras |
| 2                                                     | Tomás Pacaninis                                      | 1936 - 1938 | Eleazar López Contreras |
| 3                                                     | Enrique Jorge Aguerrevere                            | 1938 - 1941 | Eleazar López Contreras |
| 1                                                     | Manuel Silveira                                      | 1941 - 1945 | Isaías Medina Angarita  |
| 1                                                     | Luis Lander                                          | 1945 - 1946 | Rómulo Betancourt       |
| 2                                                     | Eduardo Mier y Terán                                 | 1946 - 1947 | Rómulo Betancourt       |
| 3                                                     | Edgar Pardo Stolk                                    | 1947 - 1948 | Rómulo Betancourt       |
| 1                                                     | Edgar Pardo Stolk                                    | 1948        | Rómulo Gallegos         |
| 1                                                     | Luis Eduardo Chataing                                | 1952 - 1953 | Marcos Pérez Jiménez    |
| 2                                                     | Julio Bacalao Lara                                   | 1953 - 1956 | Marcos Pérez Jiménez    |
| 3                                                     | Oscar Rodríguez Gragirena                            | 1956 - 1958 | Marcos Pérez Jiménez    |
| 4                                                     | Oscar Mazzei                                         | 1958        | Marcos Pérez Jiménez    |
| 1                                                     | Santiago Hernández Ron                               | 1959 - 1960 | Rómulo Betancourt       |
| 2                                                     | Rafael De León Álvarez                               | 1960 - 1962 | Rómulo Betancourt       |
| 3                                                     | Leopoldo Sucre Figarella                             | 1962 - 1964 | Rómulo Betancourt       |
| 1                                                     | Leopoldo Sucre Figarella                             | 1964 - 1969 | Raúl Leoni              |
| 1                                                     | José Curiel                                          | 1969 - 1974 | Rafael Caldera          |
| 1                                                     | Jesús Vivas Casanova                                 | 1977 - 1979 | Carlos Andrés Pérez     |
| 2                                                     | José Ignacio Álvarez Maldonado                       | 1979        | Carlos Andrés Pérez     |
| 1                                                     | Orlando Orozco                                       | 1979 - 1982 | Luis Herrera Campins    |
| 2                                                     | María Cristina Maldonado                             | 1982 - 1984 | Luis Herrera Campins    |
| 1                                                     | Juan Pedro del Moral                                 | 1984 - 1988 | Jaime Lusinchi          |
| 2                                                     | Vicente Pérez Cayena José Francisco Iribarren Forzan | 1988 - 1989 | Jaime Lusinchi          |
| 1                                                     | Gustavo José Rada                                    | 1989        | Carlos Andrés Pérez     |
| 2                                                     | Augusto Faría Viso                                   | 1989 - 1990 | Carlos Andrés Pérez     |
| 3                                                     | Roberto Smith Perera                                 | 1990 - 1992 | Carlos Andrés Pérez     |
| 4                                                     | Fernando Martínez Mottola                            | 1992 - 1993 | Carlos Andrés Pérez     |
| 1                                                     | José Domingo Santander                               | 1993 - 1994 | Ramón José Velásquez    |
| 1                                                     | César Quintín Rosales                                | 1994        | Rafael Caldera          |
| 2                                                     | Ciro Zaa Álvarez                                     | 1994 - 1996 | Rafael Caldera          |
| 3                                                     | Moisés Orozco Graterol                               | 1996 - 1998 | Rafael Caldera          |
| 4                                                     | Julio César Martí Espina                             | 1998 - 1999 | Rafael Caldera          |
| 1                                                     | Francisco Garcés                                     | 2010 - 2011 | Hugo Chávez             |